# Seznam kongresov Zveze komunistov Jugoslavije
Seznam kongresov Zveze komunistov Jugoslavije.

## Kongresi
- 1. kongres Komunistične partije Jugoslavije
- 2. kongres Komunistične partije Jugoslavije
- 3. kongres Komunistične partije Jugoslavije
- 4. kongres Komunistične partije Jugoslavije
- 5. kongres Komunistične partije Jugoslavije (1948) - Beograd
- 6. kongres Zveze komunistov Jugoslavije (1952) - Zagreb (preimenovanje)
- 7. kongres Zveze komunistov Jugoslavije (1958) - Ljubljana
- 8. kongres Zveze komunistov Jugoslavije (1964) - Beograd (tudi vsi nadaljnji)
- 9. kongres Zveze komunistov Jugoslavije (11.-15. marec 1969)
- 10. kongres Zveze komunistov Jugoslavije (27.-30. maj 1974)
- 11. kongres Zveze komunistov Jugoslavije (20.-23. junij 1978)[1]
- 12. kongres Zveze komunistov Jugoslavije (26.-29. junij 1982)
- 13. kongres Zveze komunistov Jugoslavije (25.-28. junij 1986)
- 14. izredni kongres Zveze komunistov Jugoslavije (20. januar 1990)